# Uniós elsőbbség
Az uniós elsőbbség az iparjogvédelem területén nemzetközi szinten érvényesülő egyik elsőbbség. Az „unió” ebben az esetben a Párizsi Uniós Egyezményre utal.

## Lényege
Azt, aki találmányt (védjegyet, formatervezési mintát, használati mintát) a Párizsi Unió egyik országában oltalom szerzése céljából bejelent, meghatározott határidőn belül elsőbbségi jog illeti meg. Bejelentését az unióhoz tartozó többi országban úgy teheti meg, hogy e későbbi bejelentések elsőbbségi napjának az első avagy alapbejelentés megtételének napját tekintik. Az uniós elsőbbség kedvezményét az a bejelentő vagy jogutódja veheti igénybe, aki külföldön, a Párizsi Uniós Egyezmény valamely tagországában, vagy valamely tagország vonatkozásában iparjogvédelmi oltalom megszerzésére irányuló szabályszerű hazai bejelentést tett.

## Az elsőbbség igénylése
- A szabadalmi és használati minta bejelentéseknél a meghatározott (jogvesztő) határidő az első bejelentés napjától számított 12 hónap, formatervezési minta és védjegybejelentések esetében 6 hónap.
- A fenti határidők egyaránt megfelelően irányadók, amikor az első bejelentés Magyarországon, a másik külföldön történik, illetve amikor az első külföldi bejelentés napjától számított 6, illetve 12 hónapon belül Magyarországon benyújtott bejelentésről (ezzel egyenértékű nemzetközi bejelentés esetén Magyarország megjelöléséről) van szó.[3]